# Robert Knud Friedrich Pilger
Pour les articles homonymes, voir Pilger.
Robert Knud Friedrich Pilger, né le 3 juillet 1876 à Heligoland, mort le 9 janvier 1953 à Berlin est un botaniste allemand qui s'est spécialisé dans l'étude des conifères.

## Biographie
Il collecta des spécimens de plantes dans le Mato Grosso (Brésil) et fut, de 1945 à 1950, le directeur du jardin botanique de Berlin-Dahlem,.
Les genres Pilgerodendron Florin (Cupressaceae) et Pilgerochloa Eig (Poaceae) lui ont été dédiés.

## Publications
- Pilger, R. (1926), Phylogenie und Systematik der Coniferae in Engler, A., & Prantl, K. A. E. (éd.) Die natürlichen Pflanzenfamilien XIII. Leipzig.
- Pilger, R. (1926), Pinaceae in Urban, I. (éd.) Plantae Haitienses III. Ark. Bot. 20 (4): A15: 9-10.
- Pilger, R. (1931), Die Gattung Juniperus L. Mitt. Deutsch. Dendrol. Ges. 43: 255-269.